# Nikon D80

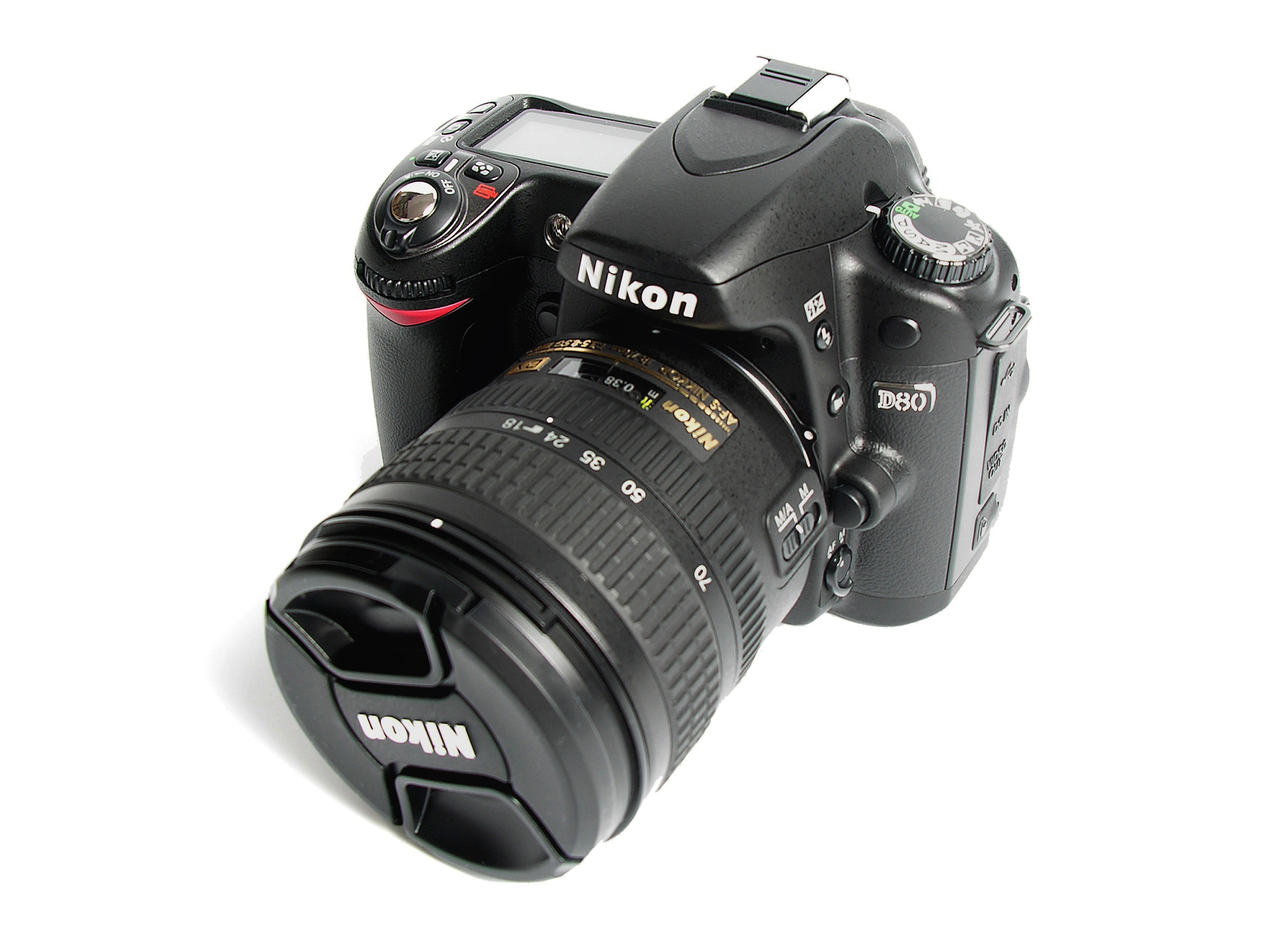
Nikon D80

Nikon D80 je digitální zrcadlovka, kterou dodává firma Nikon od září 2006. Nahradila předchozí model Nikon D70, resp. Nikon D70s. Fotoaparát je určen pro vyspělé amatéry. Má funkce jak levných zrcadlovek (scénické režimy) tak poloprofesionálního Nikon D200 (snímač, způsob měření), proti němuž má ale pomalejší zpracování obrazu a méně odolné tělo. Následníkem je model Nikon D90, uvedený na podzim 2008.